# Alpine Way

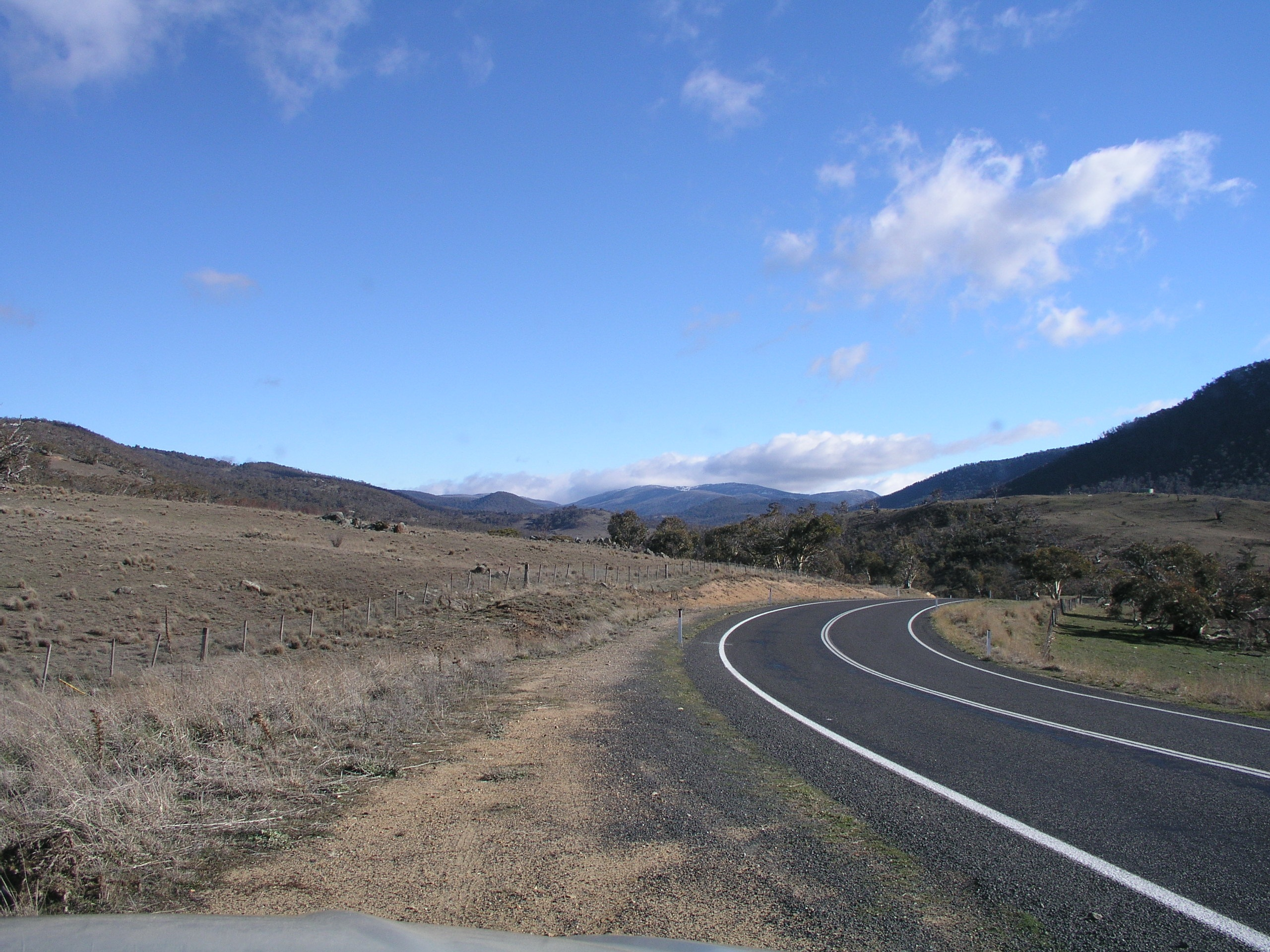
L'Alpine Way

L’Alpine Way est une route longue de 126 km située au sud-est de la Nouvelle-Galles du Sud, en Australie. Formant un V, elle commence à l'est près de Jindabyne sur le versant est des Snowy Mountains. Elle se dirige vers le sud-ouest passe à Thredbo et franchit la Cordillère à Dead Horse Gap (le col du cheval mort). Elle descend sur le versant ouest jusqu'à proximité du cours supérieur du fleuve Murray, à la frontière du Victoria, où elle change de direction, s'orientant vers le nord, et traverse la rivière Geehi au sud de Khancoban, puis  quelques kilomètres plus au nord s'oriente à l'ouest pour rejoindre le Victoria et devenir la Murray Valley Highway.
La route a été construite dans les années 1950 dans le cadre de l'accès à la région du Snowy Mountains Scheme et le bitumage de la route a été achevé dans les années 1990. Elle est sinueuse et très pittoresque,.